# 사군부
사군부(司軍部)는 백제의 관서이다.

## 개요
사비 천도 이후 재정된 백제의 외관 10부 중의 하나로, 군사관계에 관한 일을 맡았다.